# Noctulizeria
Noctulizeria là một chi bướm đêm thuộc họ Noctuidae.